# Ryu Deok-hwan
Ryu Deok-hwan (Hangul: 류덕환) es un actor surcoreano.

## Vida personal
Su madre es la productora musical Jung Ok-young.
Es buen amigo de los actores Shin Ha-kyun, Ryu Seung-ryong, Kim Jae-wook, Go Kyung-pyo, así como de las actrices Lee Sung-kyung y Park Shin-hye. Todos ellos asistieron a su boda con Soo-rin.
El 26 de agosto del 2020 anunció que el próximo año se casaría con su novia Jeon Soo-rin (una famosa modelo de centro comercial), con la que lleva saliendo más de 8 años. La pareja se casó en abril de 2021.

## Carrera
Es miembro de la agencia "CL&Company Entertainment".
Empezó su carrera como actor a los 6 años de edad. Entre sus primeros personajes en  televisión está el del popular drama Lifetime in the Country cuando tenía 8 años.
Mientras que por su interpretación en Like a Virgin obtuvo críticas favorables y el reconocimiento de la industria después de interpretar personajes menores en varias películas. Ganó 28kg en tres meses para representar el papel de un transgénero adolescente que se une a un equipo de "ssireum".
Otras de sus actuaciones incluyen a un joven desesperado en busca de un par de Nikes en No Comment, un soldado norcoreano en Welcome to Dongmakgol, un joven que encuentra a su padre en My Son, un asesino en serie en Our Town, un estudiante de medicina en Private Eye, un neurocirujano y forense en God's Quiz, y al rey Gongmin en Faith. También ha actuado en las obras de teatro Equus, y Clumsy People de Jang Jin.
El 2 de marzo del 2020 se unió al elenco principal de la serie Nobody Knows donde interpretó a Lee Sun-woo, un maestro de "Shinsung Middle School" que poco a poco se ve atrapado en el misterioso caso del asesino en serie, hasta el final de la serie el 21 de abril del mismo año.

## Filmografía

### Series de televisión
| Año  | Título                             | Rol             | Canal | Notas                      | Ref.          |
| ---- | ---------------------------------- | --------------- | ----- | -------------------------- | ------------- |
| 1992 | Ppo Ppo Ppo (Kiss Kiss Kiss)       |                 | MBC   |                            |               |
| 1996 | Lifetime in the Country            | Soon-gil        | MBC   |                            |               |
| 2000 | Full of Sun                        |                 | KBS2  |                            |               |
| 2001 | Stepmother                         | Heo Sang-wook   | KBS1  |                            |               |
| 2002 | Five Brothers and Sisters          | Han Jung-shik   | SBS   |                            |               |
| 2003 | Do 야 love me?                     | Yoon Gyeong     | MBC   | MBC Best Theater           |               |
| 2004 | People of the Water Flower Village | Jae-kyung       | MBC   |                            |               |
| 2004 | Sharp 1                            |                 | KBS2  |                            |               |
| 2008 | U-Turn                             | Hwan            | OCN   |                            |               |
| 2010 | God's Quiz                         | Dr. Han Jin-woo | OCN   |                            |               |
| 2011 | God's Quiz Season 2                | Dr. Han Jin-woo | OCN   |                            |               |
| 2012 | God's Quiz Season 3                | Dr. Han Jin-woo | OCN   |                            |               |
| 2012 | Faith                              | rey Gongmin     | SBS   |                            |               |
| 2013 | Good Doctor                        | Park Yi-on      | KBS2  | Aparición especial, ep. 10 |               |
| 2014 | God's Quiz Season 4                | Dr. Han Jin-woo | OCN   |                            |               |
| 2015 | I've Got My Eye On You             | Park Hee Tae    | SBS   |                            |               |
| 2018 | Miss Hammurabi                     | Jung Bo-wang    | JTBC  |                            |               |
| 2018 | Quiz of God - Season 5: Reboot     | Dr. Han Jin-woo | OCN   |                            |               |
| 2019 | Special Labor Inspector            | Woo Do-ha       | MBC   |                            |               |
| 2020 | Nobody Knows                       | Lee Sun-woo     | SBS   |                            | [ 21 ] [ 22 ] |
| 2025 | Hasta que el cielo nos reúna       | Pastor          | JTBC  |                            | [ 23 ] [ 24 ] |

### Películas

#### Como actor
| Año  | Título                               | Rol                 |
| ---- | ------------------------------------ | ------------------- |
| 1999 | Weathering the Storm                 | chico en la piscina |
| 2000 | Spooky School                        |                     |
| 2002 | My Beautiful Girl, Mari (animated)   | Kim Nam-woo (voz)   |
| 2002 | No Comment "My Nike"                 | Myung-jin           |
| 2004 | My Little Bride                      | Dong-goo            |
| 2005 | Welcome to Dongmakgol                | Seo Taek-ki         |
| 2006 | Like a Virgin                        | Oh Dong-ku          |
| 2007 | Yobi, the Five Tailed Fox (animated) | Hwang Geum-ee (voz) |
| 2007 | My Son                               | Lee Joon-seok       |
| 2007 | Our Town                             | Hyo-yi              |
| 2009 | Private Eye                          | Gwang-soo           |
| 2010 | The Quiz Show Scandal                | Oh Cheol-joo        |
| 2011 | Earth Rep Rolling Stars (animated)   | Lucky (voz)         |
| 2011 | The Last Blossom                     | Jung Jung-soo       |
| 2011 | Head                                 | Shin Hong-jae       |
| 2011 | Link                                 | Lee Jae-hyun        |
| 2012 | The Peach Tree                       | Dong-hyun           |
| 2013 | Nobody's Daughter Haewon             | Dong-joo            |
| 2013 | Behind the Camera                    | editor              |
| 2015 | You Call It Passion                  | Camarógrafo Seo-jin |
| 2016 | The Last Ride                        | Go Hwan             |
| 2016 | Hide and Never Seek                  | BJ Yagwang          |
| 2018 | Default (Sovereign Default)          | "Orange"            |

#### Como director
| Año  | Título | Reparto                  | Notas        |
| ---- | --- | ------------------------ | ------------ |
| 2012 | Esperando a Jang Joon-hwan                                                                                   | Oh Jung-se Park Shin-hye | Cortometraje |
| 2013 | The Story of Man & Woman Parte 1: "Couple" Parte 2: "Friend" Parte 3: "Unrequited Love" Parte 4: "Sincerely" | Go Kyung-pyo Kang Han-na | Cortometraje |

### Revistas / sesiones fotográficas
| Año  | Título | Notas                 |
| ---- | ------ | --------------------- |
| 2019 | ALLURE | junto a Park Se-young |

## Premios y nominaciones
| Año  | Categoría                                                | Premio               | Trabajo      | Resultado |
| ---- | -------------------------------------------------------- | -------------------- | ------------ | --------- |
| 2020 | Top Excellence Award, Actor in a Miniseries Action Drama | 28th SBS Drama Award | Nobody Knows | Nominado  |